# ARFU Asian Rugby Series 2001
L'edizione 2001 delle Asian Rugby Series è stata la prima edizione sperimentale delle Asian Series di rugby che presero il via nel 2003 e finirono per sostituire l'Asian Rugby Championship.
Si sono disputati 3 triangolari (Plate, Shield e Bowl).

## Plate
| Kuala Lumpur 13 maggio 2001 | Malaysia | 18 – 7 | Sri Lanka |  |

| Colombo 20 maggio 2001 | Sri Lanka | 46 – 17 | Thailandia |  |

| Bangkok 16 giugno 2001 | Thailandia | 29 – 13 | Malaysia |  |

|  | Squadra    | G | V | N | P | P+ | P- | diff. | PT |
|  | ---------- | - | - | - | - | -- | -- | ----- | -- |
|  | Sri Lanka  | 2 | 2 | 0 | 0 | 53 | 35 | 18    | 4  |
|  | Malaysia   | 2 | 1 | 0 | 1 | 31 | 36 | -5    | 2  |
|  | Thailandia | 2 | 0 | 0 | 2 | 46 | 59 | -13   | 0  |

## Shield
| Singapore 5 maggio 2001 | Singapore | 8 – 26 | Hong Kong |  |

| Canton 12 maggio 2001 | Cina | 25 – 25 | Hong Kong |  |

| Canton 19 maggio 2001 | Cina | 33 – 6 | Singapore |  |

|  | Squadra   | G | V | N | P | P+ | P- | diff. | PT |
|  | --------- | - | - | - | - | -- | -- | ----- | -- |
|  | Cina      | 2 | 1 | 1 | 0 | 53 | 35 | 18    | 3  |
|  | Hong Kong | 2 | 1 | 1 | 0 | 31 | 36 | -5    | 3  |
|  | Singapore | 2 | 0 | 0 | 2 | 46 | 59 | -13   | 0  |

## Bowl
| Bahrein 25 aprile 2001 | Kazakistan | 51 – 9 | India |  |

| Bahrein 26 aprile 2001 | Golfo Arabico | 66 – 22 | Kazakistan |  |

| Bahrein 27 aprile 2001 | Golfo Arabico | 97 – 3 | India |  |

|  | Squadra       | G | V | N | P | P+  | P-  | diff. | PT |
|  | ------------- | - | - | - | - | --- | --- | ----- | -- |
|  | Golfo Arabico | 2 | 2 | 0 | 0 | 163 | 25  | 138   | 4  |
|  | Kazakistan    | 2 | 1 | 0 | 1 | 73  | 75  | -2    | 2  |
|  | India         | 2 | 0 | 0 | 2 | 12  | 148 | -136  | 0  |